# Бресје (Косово Поље)
Бресје (алб. Bresje) је насеље у општини Косово Поље, Косово и Метохија, Република Србија.

## Географија
Село је у равници, на реци Приштевки, на 1 км југоисточно од железничке станице „Косово поље“. Кроз село пролази пут Приштина - Ораховац - Ђаковица.

## Историја
У турско доба, свакако за неуспелих аустријских похода крајем 17. и у првој половини 18. века, село је запустело, па је наново основано крајем 18. века. Овде се налази црква Свете Катарине у Бресју.

## Порекло становништва по родовима
Подаци о пореклу становништва из 1933. године.
Српски родови
- Чорпани (8 к., Митровдан). Старином су из Малесије, одакле су се иселили у околину Пећи. Потом су живели у Накараду (сада махала села Крушевца), па у Мотичану, одакле су се преселили крајем 18. века. При том пресељењу нису затекли село. Старо презиме им је, кажу, било Ракић, па су га заменили да их не пронађу осветници, јер су из Метохије избегли „од крви“. Појасеви у 1933. од досељења у Бресје: Јова, Риста, Милош, Станоја (80 година).
- Рипчићи или Лазићи (5 к., Св. Стефан). Пресељени из Црвене водице после Чорпана. Потичу од Лазића у Чаглавици, чија је старина у Пећи.
- Вељчићи (6 к., Св. Никола). Две куће овог рода су дошле око 1830. из Главотине, а остале око 1870. из Липљана. Старина им је непозната.
- Бабићи (6 к., Св. Јован Крститељ). Преселили се из Доброг Дуба у доба последње чуме (око 1830).
- Муљчићи (5 к., Св. Арханђео, 26 јула). Избегли из Лапушника (Дреница) око 1830. да се не „потурче“ као што су то урадили њихови рођаци који се сада зову Мусли Чаушеви.
- Бакшићани (2 к., Св. Тома). Пресељени из Бакшије око 1895.
- Ђурсанови (5 к., Св. Ђорђе Алимпије). Пресељени из Грачанице око 1905. на земљу коју је напустио један чифчија Србин.
- Перелић (1 к.,Св. Никола). Пресељен 1913. из истоименог рода у Угљару. Старином је из М. Слатине.

Албански род
- Богојевц (1 к.), од фиса Климената. Мухаџир је из Богујевца у Топлици.

У селу су 1933. живеле и 4 куће муслиманских Рома, које су се бавиле коваштвом. Једна кућа од њих је одавно у селу, а друге три су дошле из Кузмина, Преоца и Племетине. Засебно од тих Рома живи Ром Величко Крстић. Био је муслимански Ром и живео у М. Белаћевцу. Звао се Рамадан. Ту је 1913. прешао у православље. За време бугарске окупације у првом светском рату избегао је због тога из свога муслиманског села. Срби из Бресја га прихватили, помогли му да подигне кућу и поставили за пољака.

## Демографија
| Година       | 1948 | 1953 | 1961 | 1971 | 1981 | 1991 |
| ------------ | ---- | ---- | ---- | ---- | ---- | ---- |
| Становништво | 497  | 581  | 777  | 1458 | 985  | 1574 |

|  |